# Alla Fedynitch
Alla Fedynitch (ur. 18 czerwca 1981) – niemiecka basistka rosyjskiego pochodzenia. Fedynitch współpracowała z takimi grupami muzycznymi jak: Disillusion, Eyes of Eden, Pain, Enemy of the Sun, Atrocity, oraz Leaves' Eyes.
Alla Fedynitch gra na gitarach firmy ESP.

## Dyskografia
Źródło.
- Neon Sunrise - Toxigenesis (2004, wydanie własne)
- Pain - Live Is Overrated (2005, Metal Mind Productions)
- Enemy of the Sun - Shadows (2007, The End Records)
- Eyes of Eden - Faith (2007, Century Media Records)
- Atrocity - Werk 80 II (2008, Napalm Records)
- Leaves' Eyes - Njord (2009, Napalm Records)
- Leaves' Eyes - My Destiny (2009, Napalm Records)
- Leaves' Eyes - We Came With The Northern Winds - En Saga I Belgia (2009, Napalm Records)
- Atrocity - After The Storm (2010, Napalm Records)